# 霍羅姆諾湖
58°47′45″N 28°37′25″E / 58.7957094°N 28.6236322°E
霍羅姆諾湖（俄语：Хоромно），是俄羅斯的湖泊，位於該國西北部，由普斯科夫州負責管轄，處於普柳薩區，面積0.26平方公里，集水區面積24.3平方公里，平均水深1.9米，最大水深4米。